# NGC 4232
NGC 4232 is een balkspiraalstelsel in het sterrenbeeld Jachthonden. Het hemelobject werd op 9 maart 1788 ontdekt door de Duits-Britse astronoom William Herschel.

## Synoniemen
- UGC 7303
- MCG 8-22-93
- ZWG 243.59
- IRAS 12143+4743
- PGC 39353